# پزشکی اجتماعی

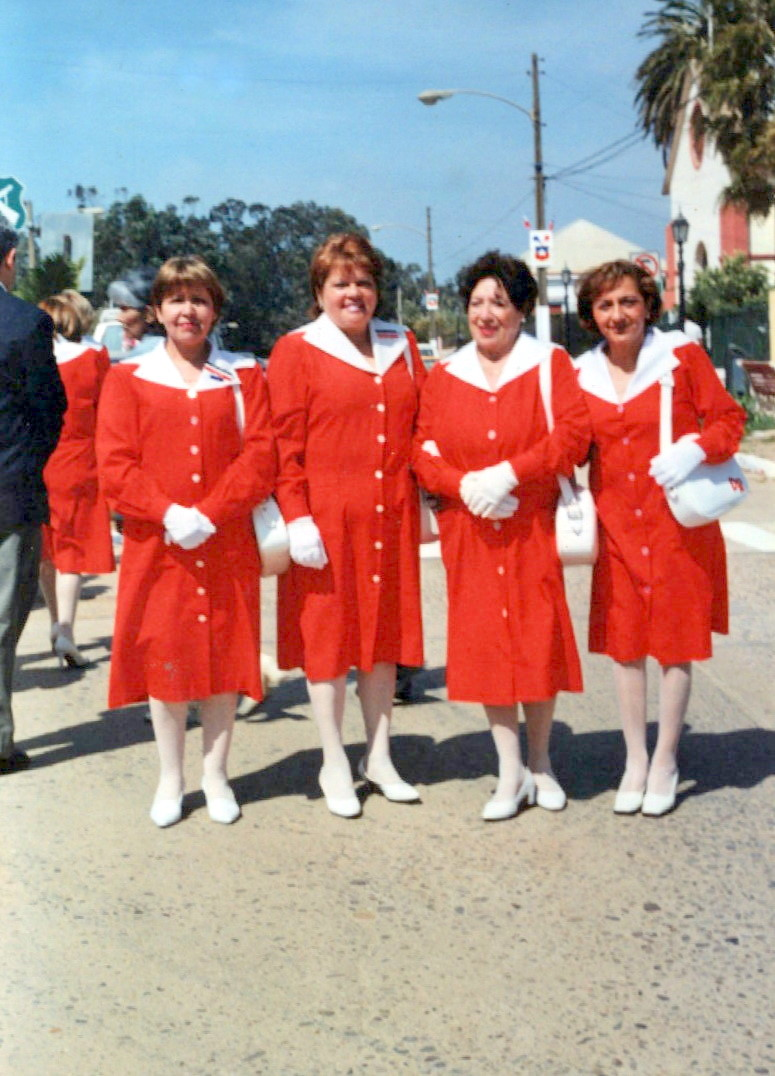
یک گروه از پزشکان اجتماعی

پزشکی اجتماعی تخصصی در پزشکی است که به درک تاثیر وضعیت‌های اجتماعی و اقتصادی بر سلامت، بیماری و عملکرد پزشکی و همچنین بهبود شرایطی که منجر به جامعه سالم می‌شوند می‌پردازد.